# 24-й (скасований) піший Херсонський полк
Мав бути сформований з кадру 60-го піхотного Замосцького полку російської армії. Напередодні Першої світової війни полк розташовувався в Одесі, куди й прибув з Румунського фронту у березні 1918 року. За наказом Військового міністерства Української Держави кадр полку мав переміститися до Херсона. Однак майже всі кадрові офіцери 60-го Замосцького полку лишилися в Одесі. Новий український полк, який 3.06.1918 отримав назву 24-го пішого Херсонського, фактично формувався з офіцерського складу 57-го піхотного Модлинського полку російської армії, що до війни дсилокувався у Херсоні. 18.09.1918 його було скасовано. Потому командир полку зібрав старшин на нараду, на якій закликав їх виїхати на Дон — до складу Добровольчої армії генерала Денікіна, що й було зроблено. У Херсоні залишилися лише поодинокі старшини, які на чолі з хорунжим Андрієм Голубом вступили на службу до кінної сотні при Херсонському губерніальному старості.
Командир полку: Микола Кущинський.

## Джерело
- Голуб А. Збройна боротьба на Херсонщині в запіллю ворога (1917—1919 роки)\\ За Державність. — Торонто, 1966. — Ч.11. — с. 176